# ويليام جي. غريفز
ويليام جي. غريفز هو محامي وسياسي أمريكي، ولد في 1805، وتوفي في 27 سبتمبر 1848 في لويفيل في الولايات المتحدة. انتخب عضو مجلس النواب الأمريكي ‏.